# Seznam medailistů na mistrovství světa v biatlonu – vytrvalostní závod mužů
Seznam medailistů na mistrovství světa v biatlonu z vytrvalostního závodu mužů představuje chronologický přehled stupňů vítězů ve vytrvalostních závodech mužů na 20 km na mistrovství světa konaného pravidelně od roku 1958 s výjimkou olympijských ročníků.
Vytrvalostní závod byl na světovém šampionátu představen poprvé  již na první premiérovém mistrovství světa a společně s mužskou štafetou tak představuje závod s nejdelší historií na této akci.
| Rok  | Dějiště                | Zlato                | Stříbro                 | Bronz                  |
| ---- | ---------------------- | -------------------- | ----------------------- | ---------------------- |
| 1958 | Saalfelden             | Adolf Wiklund        | Olle Gunneriusson       | Viktor Butakov         |
| 1959 | Courmayeur             | Vladimir Melanin     | Dmitrij Sokolov         | Sven Agge              |
| 1961 | Umeå                   | Kalevi Huuskonen     | Alexandr Privalov       | Paavo Repo             |
| 1962 | Hämeenlinna-Tavastehus | Vladimir Melanin     | Antti Tyrväinen         | Valentin Pšeničin      |
| 1963 | Seefeld in Tirol       | Vladimir Melanin     | Antti Tyrväinen         | Hannu Posti            |
| 1965 | Elverum                | Olav Jordet          | Nikolaj Puzanov         | Antti Tyrväinen        |
| 1966 | Garmisch-Partenkirchen | Jon Istad            | Józef Gąsienica Sobczak | Vladimir Gundarčev     |
| 1967 | Altenberg              | Viktor Mamatov       | Stanisław Szczepaniak   | Jon Istad              |
| 1969 | Zakopané               | Alexandr Tichonov    | Rinat Safin             | Magnar Solberg         |
| 1970 | Östersund              | Alexandr Tichonov    | Tor Svendsberget        | Viktor Mamatov         |
| 1971 | Hämeenlinna-Tavastehus | Dieter Speer         | Alexandr Tichonov       | Magnar Solberg         |
| 1973 | Lake Placid            | Alexandr Tichonov    | Genadij Kovalov         | Tor Svendsberget       |
| 1974 | Minsk                  | Juhani Suutarinen    | Gheorghe Gârniţă        | Tor Svendsberget       |
| 1975 | Anterselva             | Heikki Ikola         | Nikolaj Kruglov         | Esko Saira             |
| 1977 | Lillehammer            | Heikki Ikola         | Sigleif Johansen        | Alexandr Tichonov      |
| 1978 | Hochfilzen             | Odd Lirhus           | Frank Ullrich           | Eberhard Rösch         |
| 1979 | Ruhpolding             | Klaus Siebert        | Alexandr Tichonov       | Sigleif Johansen       |
| 1981 | Lahti                  | Heikki Ikola         | Frank Ullrich           | Erkki Antila           |
| 1982 | Minsk                  | Frank Ullrich        | Eirik Kvalfoss          | Terje Krokstad         |
| 1983 | Anterselva             | Frank Ullrich        | Frank-Peter Roetsch     | Peter Angerer          |
| 1985 | Ruhpolding             | Jurij Kaškarov       | Frank-Peter Roetsch     | Tapio Piipponen        |
| 1986 | Oslo                   | Valerij Medvedcev    | Andre Sehmisch          | Alfred Eder            |
| 1987 | Lake Placid            | Frank-Peter Roetsch  | Josh Thompson           | Jan Matouš             |
| 1989 | Feistritz              | Eirik Kvalfoss       | Gisle Fenne             | Fritz Fischer          |
| 1990 | Minsk                  | Valerij Medvedcev    | Sergej Čepikov          | Anatolij Ždanovič      |
| 1991 | Lahti                  | Mark Kirchner        | Alexandr Popov          | Eirik Kvalfoss         |
| 1993 | Borowec                | Andreas Zingerle     | Sergej Tarasov          | Sergej Čepikov         |
| 1995 | Anterselva             | Tomasz Sikora        | Jon Åge Tyldum          | Aleh Ryženkau          |
| 1996 | Ruhpolding             | Sergej Tarasov       | Vladimir Dračov         | Vadim Sašurin          |
| 1997 | Brezno-Osrblie         | Ricco Groß           | Aleh Ryženkau           | Ludwig Gredler         |
| 1999 | Oslo                   | Sven Fischer         | Ricco Groß              | Vadim Sašurin          |
| 2000 | Oslo/Holmenkollen      | Wolfgang Rottmann    | Ludwig Gredler          | Frank Luck             |
| 2001 | Pokljuka               | Paavo Puurunen       | Vadim Sašurin           | Ilmārs Bricis          |
| 2003 | Chanty-Mansijsk        | Halvard Hanevold     | Vesa Hietalahti         | Ricco Groß             |
| 2004 | Oberhof                | Raphaël Poirée       | Tomasz Sikora           | Ole Einar Bjørndalen   |
| 2005 | Hochfilzen             | Roman Dostál         | Michael Greis           | Ricco Groß             |
| 2007 | Anterselva             | Raphaël Poirée       | Michael Greis           | Michal Šlesingr        |
| 2008 | Östersund              | Emil Hegle Svendsen  | Ole Einar Bjørndalen    | Maxim Maximov          |
| 2009 | Pchjongčchang          | Ole Einar Bjørndalen | Christoph Stephan       | Jakov Fak¹             |
| 2011 | Chanty-Mansijsk        | Tarjei Bø            | Maxim Maximov           | Christoph Sumann       |
| 2012 | Ruhpolding             | Jakov Fak¹           | Simon Fourcade          | Jaroslav Soukup        |
| 2013 | Nové Město na Moravě   | Martin Fourcade      | Tim Burke               | Fredrik Lindström      |
| 2015 | Kontiolahti            | Martin Fourcade      | Emil Hegle Svendsen     | Ondřej Moravec         |
| 2016 | Oslo                   | Martin Fourcade      | Dominik Landertinger    | Simon Eder             |
| 2017 | Hochfilzen             | Lowell Bailey        | Ondřej Moravec          | Martin Fourcade        |
| 2019 | Östersund              | Arnd Peiffer         | Vladimir Iliev          | Tarjei Bø              |
| 2020 | Anterselva             | Martin Fourcade      | Johannes Thingnes Bø    | Dominik Landertinger   |
| 2021 | Pokljuka               | Sturla Holm Laegreid | Arnd Peiffer            | Johannes Dale          |
| 2023 | Oberhof                | Johannes Thingnes Bø | Sturla Holm Laegreid    | Sebastian Samuelsson   |
| 2024 | Nové Město na Moravě   | Johannes Thingnes Bø | Tarjei Bø               | Benedikt Doll          |
| 2025 | Lenzerheide            | Éric Perrot          | Tommaso Giacomel        | Quentin Fillon Maillet |
| 2027 | Otepää                 |                      |                         |                        |

¹ Jakov Fak od listopadu 2010 reprezentuje Slovinsko.